# Google Panda
„Google Panda“ е алгоритъм, който се използва при оценяване на качеството на уеб страниците – реагира предимно, когато среща лошо или дублирано съдържание. Промяната има за цел да намали ранга на „ниско-качествени сайтове“ или „тънки сайтове“ – с недостатъчно съдържание, за да се покажат по-качествени обекти в близост до горната част на резултатите от търсенето. След прилагането на алгоритъма и включените към него критерии, „CNET“ съобщава за скок в класацията на новинарските сайтове и социалните мрежи, както и за спад в класацията на сайтове, които съдържат големи количества реклама.
Малко след създаването си Панда играеше ролята на филтър, но през януари 2016 г., той официално пое функциите на алгоритъм за класиране на резултатите в търсачката.
Новите версии на алгоритъма дават възможност на нарушителите, които по-рано са били на прицела, да се измъкнат от ограниченията, стига обаче да са сторили необходимите промени в правилната посока. Онези уебсайтове, които считат, че са минали между капките, обратното, те могат да попаднат под ударите на Панда.

## История
Първият ъпдейт от тип „Панда“ се пуска на 24 февруари 2011 г. Промяната в алгоритъма засяга 11,8% от всички търсения в САЩ. Интересен факт е, че промяната засяга само Съединените щати. 
Само 7 седмици по-късно, на 11 април 2011 г. се появява обновление на алгоритъма, познато като Panda 2.0. То засяга едва 2% от всички търсения в Щатите, но има ефект и върху останалите англоезични търсения като google.co.uk, google.com.au и т.н.
На 13 март 2013 г., ръководителят на отдела за борба със спама в Гугъл – Мат Кътс, обявява, че Панда ъпдейта вече става интегриран с търсенето и спира ръчното задействане на промяната в алгоритъма. Обявява, че първият ъпдейт по новия, автоматичен начин ще бъде на 15-и или 18 март 2013 г.

## Как работи Панда?
Алгоритъмът се активира, когато забележи:
- копирано съдържание;
- плагиатство;
- липса на достатъчен обем от съдържание;
- прекаляване с употребата на ключови думи;
- слаба потребителска активност.

Един от сигурните симптоми, които подсказват наказание от страна на Панда, е резкият спад в органичния трафик. Тогава трябва да се предприеме одит на съдържанието, да се установи дали новите текстове, които се публикуват, не са копие на вече съществуващи страници, както и да се извърши тест с програма за плагиатство, която да укаже дали съдържанието не се дублира на други онлайн ресурси.
Пренасищането с ключови думи също може да създаде редица проблеми, тъй като това е опит за манипулация на SERP-a. Идентифицират ли се веднъж слабостите на сайта, които биха могли да бъдат повод за наказание от Панда, желателно е да бъдат бързо отстранени, за да може с излизането на следващата версия на алгоритъма те да не създават никакви пречки. 
Gary Illyes от Google потвърди, че докато алгоритъмът Google Панда събира своите данни на ниво страница, това ще се отрази на сайта на ниво хост. Това е една от разликите с алгоритъма Google Пингвин, който събира данни на ниво страница и влияе на сайта на ниво страница, а не на ниво хост. 

## Хронология
| Номер | Дата              | Име            | Описание                                                                                  |
| ----- | ----------------- | -------------- | ----------------------------------------------------------------------------------------- |
| 1.    | 24 февруари 2011  | Панда 1        | Засяга 11,8% от всички англоезични търсения в САЩ.                                        |
| 2.    | 11 април 2011     | Панда 2        | Засяга 2% от всички англоезични търсения в целия свят.                                    |
| 3.    | 10 май 2011       | Панда 3        | Няма информация за процента засегнати търсения.                                           |
| 4.    | 16 юни 2011       | Панда 4        | Няма информация за процента засегнати търсения.                                           |
| 5.    | 23 юли 2011       | Панда 5        | Няма информация за процента засегнати търсения.                                           |
| 6.    | 12 август 2011    | Панда 6        | Засяга от 6 до 9% от търсенията на почти всички езици (без Японски, Корейски и Китайски). |
| 7.    | 28 септември 2011 | Панда 7        | Няма информация за процента засегнати търсения.                                           |
| 8.    | 19 октомври 2011  | Панда 8        | Засяга около 2% от търсенията.                                                            |
| 9.    | 18 ноември 2011   | Панда 9        | Засяга по-малко от 1% от всички търсения.                                                 |
| 10.   | 18 януари 2012    | Панда 10       | Няма информация за процента засегнати търсения.                                           |
| 11.   | 27 февруари 2012  | Панда 11       | Няма информация за процента засегнати търсения.                                           |
| 12.   | 23 март 2012      | Панда 12       | Засяга около 1,6% от всички заявки.                                                       |
| 13.   | 19 април 2012     | Панда 13       | Няма информация за процента засегнати търсения.                                           |
| 14.   | 27 април 2012     | Панда 14       | Няма информация за процента засегнати търсения.                                           |
| 15.   | 9 юни 2012        | Панда 15       | Засяга 1% от търсенията.                                                                  |
| 16.   | 25 юни 2012       | Панда 16       | Засяга 1% от търсенията.                                                                  |
| 17.   | 24 юли 2012       | Панда 17       | Засяга 1% от търсенията.                                                                  |
| 18.   | 20 август 2012    | Панда 18       | Засяга 1% от търсенията.                                                                  |
| 19.   | 18 септември 2012 | Панда 19       | Засяга по-малко от 0,7% от търсенията.                                                    |
| 20.   | 27 септември 2012 | Панда 20       | Засяга 2,4% от англоезичните търсения.                                                    |
| 21.   | 5 ноември 2012    | Панда 21       | Засяга 1,1% от англоезичните търсения и 0,4% от търсенията в световен мащаб.              |
| 22.   | 21 ноември 2012   | Панда 22       | Засяга 0,8% от англоезичните търсения.                                                    |
| 23.   | 21 декември 2012  | Панда 23       | Засяга 1,3% от англоезичните търсения.                                                    |
| 24.   | 22 януари 2013    | Панда 24       | Засяга 1,2% от англоезичните търсения.                                                    |
| 25.   | 13 март 2013      | Panda Everflux | Мат Кътс обявява, че „Панда“ алгоритъмът става интегриран с търсенето.                    |